# Berry Gordy
Berry Gordy III,  conhecido profissionalmente como Berry Gordy Jr., (Detroit, 28 de novembro de 1929) é um executivo, produtor musical, compositor, produtor de filmes e produtor de televisão estadunidense. Ele é mais conhecido como o fundador da gravadora Motown e suas subsidiárias, que foi a maior ganhadora em negócios afroamericanos por décadas.

## Biografia
Gordy foi o sétimo filho de uma família de oito irmãos - ele teve quatro irmãs e três irmãos. 
Ainda jovem, ele chegou a deixar os estudos para tentar ser boxeador, até prestar serviço militar. Em 1951, ele terminou o ensino médio e foi convocado para lutar na Guerra da Coreia.
Dois anos depois, Gordy dava baixa no exército para se casar com Thelma Coleman. Com 700 dólares emprestados por seu pai, Berry fundou a 3-D Record Mart, uma loja de discos especializada em jazz. Mas em 1955, o negócio foi à falência e Berry foi trabalhar na fábrica da Ford em Detroit, no setor de cromagem.
Entretanto, Berry não abandonara sua paixão pela música e começou a escrever algumas canções, que ele passou a enviar para diferentes concursos. Em 1957, ele deixou o emprego na fábrica 
e resolveu investir em suas composições. Um delas foi "Reet Petite", escrita com sua irmã Gwendolyn Gordy, que foi gravada por Jackie Wilson.
A partir daí, ele entrou definitivamente no ramo da música. Ele começou a trabalhar como produtor do grupo The Miracles - que gravaram "Got a Job" e "(I Need Some) Money" para uma gravadora de Nova Iorque. Sem sucesso na iniciativa, Berry foi aconselhado por Smokey Robinson, líder dos Miracles, a fundar uma gravadora especializada em música negra. Em 12 de janeiro de 1959, novamente com apoio financeiro familiar (800 dólares), Berry fundou a Tammy Records - que se tornou Tamla Records, por problemas de direitos autorais.
Três anos depois, Berry Gordy fundiu a Tamla com Motown, um outro projeto que ele tinha. A nova gravadora conservaria este último nome, acrônimo de Motor Town (cidade dos motores). O impacto da nova gravadora se fez já na década de 1960, com artistas como Marvin Gaye, Stevie Wonder, Martha Reeves, The Supremes, The Temptations, The Jackson Five, Lionel Richie, Michael Jackson, entre outros.
A partir da década de 1970, entretanto, o êxito da empresa se reduziu consideravelmente, mas sua influência seguiu até hoje. Em julho de 1988, Gordy vendeu os expedientes da Motown a MCA por US$ 61 milhões, que por sua vez os repassou a Polygram por US$ 325 milhões de 1993.
Gordy entrou na calçada da fama do rock and roll em 1990. No final de 1994, foi lançada a biografia oficial de Gordy. Em 1995, foi lançado um álbum Tributo a Berry Gordy.